# محمد المزيني
محمد المزيني روائي وكاتب سعودي، ولد في مدينة البكيرية في منطقة القصيم عام 1964م. صدر له العديد من الروايات والمجموعات القصصية من بينها ثلاثية (ضرب الرمل) التي حولت إلى مسلسل تلفزيوني بنفس الاسم قام ببطولته الفنان خالد عبد الرحمن، ورواية (عرق بلدي).

## إصدارات
- (مفارق العتمة) رواية. صدرت عام 2004.[5]
- (عرق بلدي) رواية. صدرت عام 2006.[6]
- (إكليل الخلاص) رواية. صدرت عام 2008.
- (ثلاثية ضرب الرمل: 1 النزوح). 2008.[7]
- (ثلاثية ضرب الرمل: 2 الكدح).
- (ثلاثية ضرب الرمل: 3 الدنس).[8]
- (نكهة أنثى محرمة) رواية. صدرت عام 2008.[9]
- (الطقاقة بخيته) رواية. صدرت عام 2011.[10]
- (سفر الخطايا) مجموعة قصصية 2011.[11]
- (انفرادي) رواية. صدرت عام 2015.
- (كل ما هنا .. لك) مجموعة قصصية. صدرت عام 2014.[12]
- (شهوات) مجموعة قصصية. صدرت عام 2015.[13]